# Toy Story 3
Toy Story 3 es la tercera película de la saga de animación Toy Story. La película fue distribuida en cines en formato analógico, digital y Disney Digital 3D. 
El filme fue producido por Walt Disney Pictures y Pixar Animation Studios y lanzada al mercado por Disney. Obtuvo dos premios Óscar en las categorías de Mejor Película Animada y Mejor Canción Original. Además, fue nominada a Mejor Película, Mejor Mezcla de Sonido y Mejor Guion Adaptado. 
También logró ganar el Globo de Oro como Mejor Película Animada.
Su fecha de estreno fue el 17 de junio de 2010 en Argentina, el 18 de junio de 2010 en los Estados Unidos, Canadá y algunos países de Latinoamérica, y el 30 de julio en España. Lee Unkrich, quien editó las películas anteriores y codirigió Toy Story 2, asumió el cargo de dirigirla. 
A mediados de agosto de 2010, un mes después de su estreno, se convierte en la película más taquillera del año y en la película animada más taquillera de la historia, récord que mantuvo hasta 2013 con el estreno de Frozen y el segundo lugar lo perdió ante Minions en 2015. 
Entre las películas de Pixar, fue la más taquillera hasta 2018 cuando fue superada por Los Increíbles 2 y el segundo lugar lo perdió ante su sucesora, Toy Story 4 en 2019
Tom Hanks, Tim Allen, Joan Cusack, Don Rickles, Estelle Harris, John Ratzenberger, Wallace Shawn, Jeff Pidgeon, Jodi Benson, R. Lee Ermey, John Morris y Laurie Metcalf retomaron los roles que habían desempeñado en las primeras películas. Mientras que Jim Varney, quien fuera la voz del perro Slinky en las primeras dos películas, así como Joe Ranft, quien a su vez fuera voz de Lenny y Wheezy, habían fallecido tras el rodaje de la segunda entrega. 
De tal suerte, la voz de Slinky fue asumida por Blake Clark y los que hacía Ranft, así como otros personajes como Bo Peep, fueron eliminados de la historia.

## Argumento
La película comienza con una secuencia de acción que Andy imagina a la hora de jugar, en la que Woody, Jessie, Tiro al Blanco y Buzz Lightyear se ven en la obligación de detener los planes del malvado Dr. Tocino (quien es Hamm), Mr. y Mrs. Potato Head y el trío de aliens de Pizza Planeta. 
Siete años después de los acontecimientos de Toy Story 2, Andy, de 17 años de edad, se prepara para ir a la universidad. Woody, Buzz Lightyear, Jessie, Rex, Hamm, Slinky, Bullseye, Mr. y Mrs. Potato Head y los aliens son los únicos juguetes que conserva Andy, se preocupan por un futuro incierto puesto que deben aceptar la dura realidad de que Andy, su dueño, ya no es un niño y que ha dejado de jugar con ellos desde hace mucho tiempo. Además, algunos amigos de Jessie, Buzz y Woody ya no están con ellos (entre los cuales se encontraba Bo Peep, la exnovia de Woody), debido a accidentes, ventas de jardín y pérdidas. Por si fuera poco, las cosas se intensifican tan pronto cuando la madre de Andy empieza a organizar una nueva donación, esta vez con destino a Sunnyside, una guardería cercana, ofreciéndole tanto a Andy como a Molly que donen unos juguetes suyos. Molly mete unos cuantos juguetes musicales y a su Barbie. Por otra parte, Andy escoge de entre todos sus juguetes a Woody para llevarlo a la universidad con él y mete al resto en una bolsa de basura para llevarlos al ático de la casa. 
Sin embargo, justo cuando Andy se encontraba cerca de guardar sus juguetes, se ve en la obligación de ayudar a su hermana menor a empacar, dejando la bolsa sola causando que su madre piense que es basura y decide desecharla. Los juguetes, creyendo que Andy solo quería deshacerse de ellos, logran escapar antes de que el camión de basura llegue a ellos y deciden marcharse a la guardería. Woody, que vio todo el suceso de la bolsa de basura, consigue llegar con el grupo e intenta informarles de la terrible equivocación que se produjo. Sin embargo los juguetes, convencidos erróneamente de que su dueño ya no los quiere, se introducen en la caja de Sunnyside, obligando al vaquero a ir con ellos hasta la guardería. 
Una vez en la guardería, los juguetes de Andy reciben una calurosa bienvenida por parte de los juguetes de Sunnyside, liderados por el oso Lotso quien les muestra todo el lugar. Los juguetes de Andy, maravillados, se convencen inmediatamente de su nuevo hogar, debido a que generaciones y generaciones de niños estarán jugando con ellos, viviendo sin la preocupación de ser desechados. Woody, por su parte, no se siente cómodo y continúa insistiendo en que le pertenecen a Andy y deberían regresar con él. Los otros insisten en quedarse, por lo que Woody decide abandonarlos y regresar solo con Andy. Poco después de que Woody los deja, los demás juguetes descubren que los niños que Lotso les había asignado en el Salón Orugas para que jugaran con ellos son demasiado pequeños e hiperactivos, razón por la cual al jugar con ellos los maltratan hasta un grado que los torturan y deterioran. 
Más tarde, indignados por la situación, Buzz sale del Salón Orugas en representación de él y sus amigos para buscar a Lotso y decirle que los niños que les asignaron para jugar no tienen la edad indicada para hacerlo y los ubiquen en una sala mejor. Cuando llega, se encuentra a Ken y a otros juguetes del Salón Mariposas (el Salón en el que estaba Lotso y los otros) apostando al póquer usando baterías, piezas y dinero de Monopoly como si de asuntos monetarios se tratase, y escucha que solo tienen intenciones de lo peor para él y sus amigos. Al ver esta delicada situación es sorprendido y atrapado por Bebote, Ken y los demás juguetes. Buzz decide confrontar a Lotso para una reubicación al Salón Mariposas, el cual tenía niños "mayores" y más respetuosos con los juguetes. Lotso, viendo a Buzz como un buen y útil secuaz, le ofrece la reubicación al Salón Mariposas solo a él. Sin embargo, Buzz se niega a ir sin los demás juguetes de Andy, ya que son una familia, por lo que Lotso y sus secuaces lo apresan a la fuerza y lo reprograman a su modo demostración, regresándolo a creer que es un guardián espacial. Mientras Buzz va con Lotso, Mrs. Potato Head ve a Andy buscándolos desesperadamente a través de uno de sus ojos, que había perdido en la casa, y aparentemente seguía estando en su habitación, donde rápidamente se da cuenta de que Woody tenía razón y que Andy "sí iba a ponerlos verdaderamente a todos en el ático" y que aun los quería después de todo. Después de aclarar este malentendido, todos deciden regresar con Andy inmediatamente. Pero en ese momento Lotso y sus secuaces (entre los que se encuentra Buzz, manipulado por Lotso) entran en al Salón Orugas y le explican el malentendido y su decisión de volver, pero Lotso se los impide y colocan a todos los juguetes en canastas que son como si fueran celdas y les trae a Buzz reprogramado como guardián espacial, con el fin de vigilarlos debido a la fuga de Woody y para evitar que escapen y sean usados como juguetes por los niños del Salón Orugas, con el fin de que Lotso y sus secuaces se salven de ellos. 
Mientras tanto, Woody no consiguió llegar muy lejos, debido a que una niña llamada Bonnie lo encontró y se lo llevó a su casa. Esa noche, Woody, con la ayuda de los juguetes de Bonnie, consigue ubicar la casa de Andy y descubre que está muy cerca (doblando la esquina). Cuando está a punto de irse, Woody les menciona que viene de Sunnyside y los demás juguetes sorprendidos le preguntan cómo logró escapar y es cuando le revelan que Sunnyside es en realidad una prisión de juguetes, controlada déspotamente por Lotso. Para comprender más la situación, Risas, un juguete payaso de Bonnie y examigo de Lotso, le cuenta a Woody que él, Lotso y Bebote habían pertenecido a una niña llamada Daisy y Lotso había sido su juguete favorito e inseparable, pero un día que habían salido de paseo, luego de que ella se quedase dormida después de jugar casi todo el día, sus padres la subieron al auto y se marcharon del lugar de regreso a su hogar, dejando a los tres juguetes varados por accidente. Lotso no perdió la esperanza de regresar con su dueña y entre los tres decidieron intentar regresar a casa, pero después de un tiempo y varios tropiezos al fin habían regresado a casa de Daisy. Sin embargo, tan pronto como Lotso y los otros suben por la ventana, descubren que este Lotso había sido reemplazado por un nuevo oso de peluche similar a él, por lo que a raíz de eso desarrolló un gran odio hacia los juguetes nuevos y se volvió alguien bastante amargado y malvado, además de mentirle a Bebote diciéndole que Daisy los reemplazó a los tres, pero Risas por su parte que sabía toda la verdad, trató de hacer razonar a Lotso, pero resultó ser inútil. Un tiempo después, los tres llegaron a Sunnyside e inmediatamente Lotso se apoderó del sistema y lo corrompió por completo. Tras este relato, Woody le pregunta a Risas como logró escapar de la guardería y este le revela que fue debido a que un día se rompió y Bonnie lo encontró y se lo llevó a su casa consigo, revelando además de que muchos otros juguetes de Sunnyside no han tenido la misma suerte que él y que sabe que no está bien lo que Lotso está haciendo en la guardería y que los juguetes nuevos no tendrán ninguna oportunidad contra este malvado oso de peluche. Al darse cuenta de que sus amigos están corriendo peligro, Woody decide regresar a rescatarlos a pesar del riesgo que implica volver. 
A la mañana siguiente, Woody regresa a Sunnyside en una mochila de Bonnie y trata de planear una ruta de escape y mientras, observa cómo sus amigos son torturados en el Salón Orugas por los niños pequeños. Sin embargo un juguete de telefonito lo descubre pero en vez de delatarlo, le advierte que hizo mal en regresar nuevamente, pero luego le revela todos los puntos claves de seguridad que Lotso ha puesto por toda la guardería para que nadie pudiera escapar, ya que después de su escape anterior doblaron la seguridad y le menciona que la única vía de escape que tienen es la puerta con conexión para el contenedor de basura. Asimismo le advierte que tal vez puedan subir las paredes y burlar a los guardias, pero si no se deshacen del mono, un muñeco juguete que tiene acceso a las cámaras de seguridad por las noches, no podrán salir y le informa a Woody en tono desafiante diciendo: "¿Quieres salir de aquí?, ¡Deshazte de ese mono!". Después logra reunirse con sus amigos y se reencuentran felices y todos juntos formulan un plan para escapar de la guardería y regresar a su casa antes de que Andy se fuera a la universidad al día siguiente. Durante su escape, atrapan a Buzz reprogramado y con la ayuda de Barbie (que ayudó a conseguirles el manual), tratan de regresarlo a la normalidad, pero Rex accidentalmente lo configura al acento español ibérico, desarrollando una personalidad que no corresponde con la suya. 
Luego de un plan muy complejo ideado por Woody, en donde se ponen en práctica todas las habilidades de los juguetes, estos consiguen llegar a una puerta conectada al basurero de la guardería, pero una vez fuera y cuando creen haberlo logrado, Lotso y sus secuaces aparecen, ya que habían descubierto el plan de Woody luego de obligar al telefonito a revelarlo todo. Los juguetes de Andy señalan que Lotso usa a los juguetes de Sunnyside solo porque él había sido reemplazado y Woody les dice a todos la verdad de su dueña y le dice que le dio el cariño que un niño(a) pudiera dar a un juguete. Oyendo esto, sus secuaces cambian de opinión y Bebote (que también había pertenecido a Daisy y a quien le había estado mintiendo desde aquel entonces) arroja a Lotso al basurero. Los juguetes de Andy pasan por encima de la tapa del contenedor de basura, pero uno de los aliens del trío de Pizza Planeta se queda atorado contra la puerta. Al intentar ayudarlo, Woody es arrastrado por Lotso a la basura. Los juguetes de Andy, a excepción de Barbie que se queda con Ken, van a su rescate, y un camión recolector de basura los atrapa. En el camión, a Buzz le cae encima un televisor mientras salvaba a Jessie (de quién se enamoró en su modo español) de ser aplastada por la basura y finalmente lo devuelve a la normalidad. Los juguetes son llevados a un basurero y en el momento de llegar, los aliens de Pizza Planeta son arrastrados por un camión gigante. El grupo, luego de observar a sus amigos irse, cae arrastrado por otro camión a un agujero en el suelo, allí una placa móvil de metal lleva a los juguetes a una trituradora. Desesperados, observan que los objetos metálicos se «salvan» de la trituradora al ser atraídos magnéticamente al techo con un magneto, pero llegan a una nueva placa metálica que los conduce a una fundidora para el reciclaje del metal. Encuentran a Lotso atorado y lo salvan de destrozarse en la trituradora, pero en la fundición, después de ayudarlo para que pueda alcanzar el interruptor que apague la banda que los está arrastrando hacia el fuego, este los traiciona y huye sin ayudarlos. 
A pesar de sus desesperados intentos por salir, pronto se dan cuenta de que ya no hay escapatoria, por lo que Woody, Buzz, Jessie, Hamm, Rex, Slinky, Bullseye, Mr. Potato Head y Mrs. Potato Head, deciden rendirse y los juguetes se toman de las manos, listos para ser incinerados en el fuego, aceptando su triste destino. Pero afortunadamente, los aliens de Pizza Planeta, los cuales aun están vivos, manipulan una garra gigante de metal y logran sacar a los juguetes de la fundidora y los colocan a salvo afuera de la misma; enfurecidos por la traición de Lotso, estos deciden ir a buscarlo para poder ajustar cuentas, pero Woody sugiere no hacerlo ya que según él «no lo vale». Mientras tanto, uno de los trabajadores del basurero encuentra a Lotso, quien trataba de escapar temeroso de los otros juguetes que traicionó y lo ata al frente de su camión de basura, para gran descontento suyo, mientras otros peluches ya atados le dan la bienvenida a su nuevo y horrible lugar. 
Los juguetes se esconden en otro camión de basura conducido por Sid adulto, que los lleva de regreso a la casa de Andy. Los juguetes limpios, ya listos para ir al ático se comienzan a despedir de Woody mientras él entra a la caja de la universidad. Sin embargo, pensando mejor la situación decide que él y sus amigos juguetes merecen un destino mejor que ser confinados en el ático, por lo que le deja una nota a su dueño con la dirección de la casa de Bonnie. Haciendo caso a la nota, Andy conduce hasta donde indica la dirección y empieza a regalar sus juguetes a Bonnie presentando a cada uno con su nombre y sus características, desde Jessie hasta Buzz. Creyendo haber terminado, Bonnie se acerca a la caja de los juguetes y ve a Woody diciendo: «¡Mi vaquero!» para asombro de Andy que no sabe cómo es que Woody llegó hasta ahí. Cuando Bonnie está a punto de agarrarlo, Andy se lo niega. Tras un muy emotivo momento, luego de observarlo unos cuantos segundos, se lo presenta de la misma forma como presentó al resto de los juguetes, y se lo regala declarando: «Él fue mi amigo desde que tengo memoria, es valiente como tiene que ser un buen vaquero, listo y gentil, pero lo que hace especial a Woody es que jamás te va a abandonar; él estará contigo pase lo que pase.» Andy juega por última vez con sus juguetes y con Bonnie, y se despide de todos ellos diciendo "Gracias chicos". Todos lo observan irse y Woody le dice: "Adiós, vaquero" mientras al igual que él, todos sus amigos se muestran tristes por despedirse de Andy, pero también felices por su nuevo hogar y se presentan con los juguetes de Bonnie.
En los créditos se muestra que mientras todo es feliz para Woody y sus amigos en su nuevo hogar, los juguetes de Sunnyside transforman la guardería en un nuevo lugar agradable, ya libres del control de Lotso. Con Ken y Barbie al mando, el lugar ha sido transformado en todo un sitio de retiro digno para juguetes donados o abandonados, los cuales reciben una atención excepcional desde una bienvenida calurosa en ambas salas, hasta verlos trabajando en equipo para mantener a los niños del Salón Orugas ocupados: mediante un sistema de turnos, los juguetes permiten que los niños del Salón Orugas los maltraten y luego de un rato los tiren, momento que aprovechan para esconderse en un lugar seguro en el que, además, son tratados para que se recuperen, mientras otro grupo de juguetes se presta para pasar por lo mismo, manteniendo a los niños constantemente ocupados. También mantienen al tanto a Woody y los demás a través de cartas de su nuevo amigo Ken y de su anterior compañera Barbie, por su parte Risas recupera de poco en poco su sonrisa y los sargentos que huyeron de la casa de Andy ahora también están en Sunnyside encargándose de la protección y vigilancia. En la parte final, los nuevos juguetes de Bonnie celebran su nuevo hogar con Buzz y Jessie bailando la nueva versión en flamenco de la banda sonora principal de la película "Hay un amigo en mí".

## Reparto

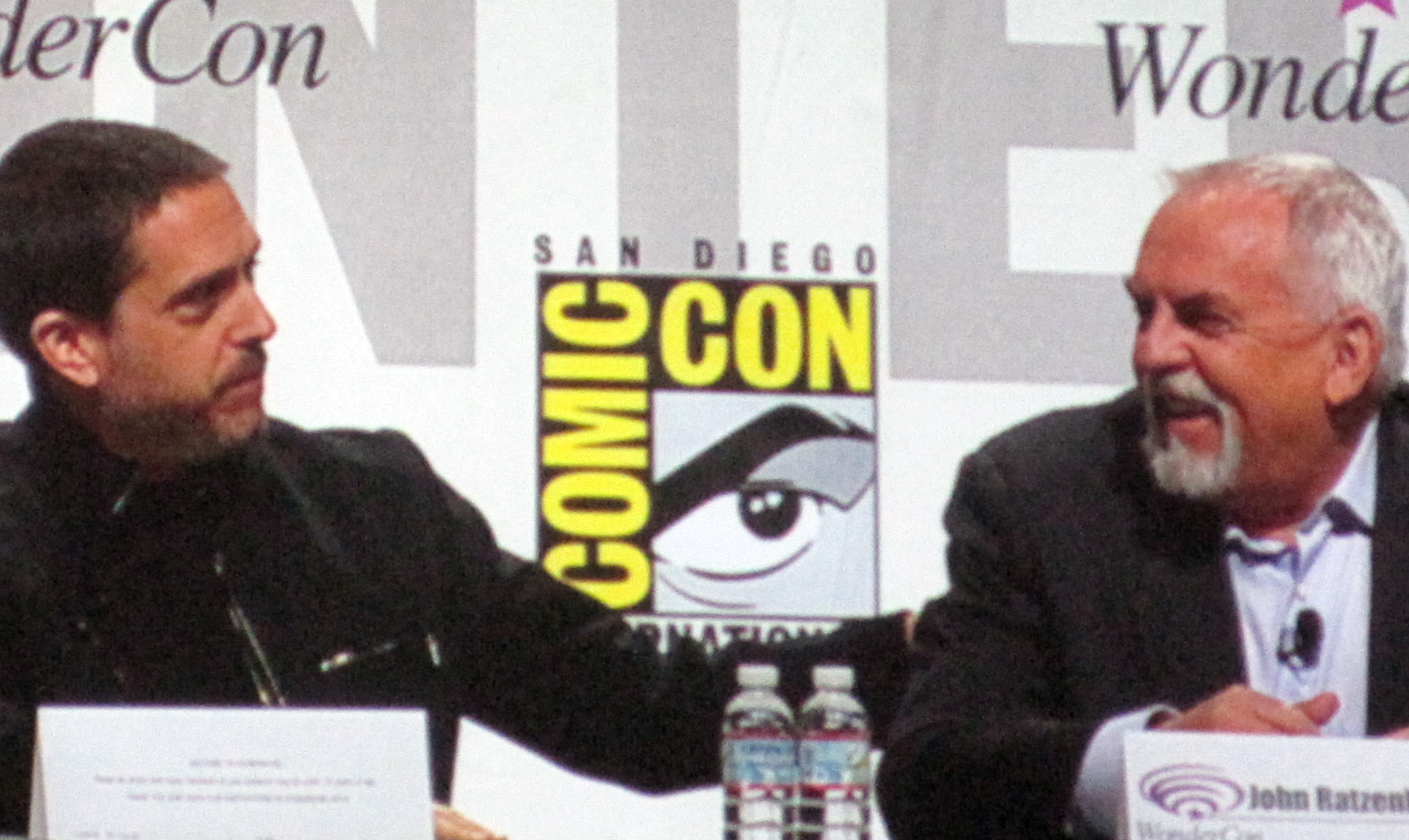
El director Lee Unkrich acompañado de John Ratzenberger en la Convención Internacional de Cómics de San Diego del 2010.

| Personaje                               | Actor de voz                         |
| --------------------------------------- | ------------------------------------ |
| Woody                                   | Tom Hanks                            |
| Buzz Lightyear                          | Tim Allen                            |
| Buzz Lightyear                          | Javier Fernández-Peña (Buzz español) |
| Jessie                                  | Joan Cusack                          |
| Lotso Cariñoso/Lotso Abrazitos          | Ned Beatty                           |
| Andrew "Andy" Davis                     | John Morris                          |
| Andrew "Andy" Davis                     | Charlie Bright (niño)                |
| Sr. Cara de Papa/Sr. Patata             | Don Rickles                          |
| Rex                                     | Wallace Shawn                        |
| Hamm                                    | John Ratzenberger                    |
| Slinky                                  | Blake Clark                          |
| Sra. Cara de Papa/Sra. Patata           | Estelle Harris                       |
| Marcianitos                             | Jeff Pidgeon                         |
| Tiro al Blanco/Perdigón                 | Frank Welker                         |
| Barbie                                  | Jodi Benson                          |
| Ken                                     | Michael Keaton                       |
| Sra. Davis                              | Laurie Metcalf                       |
| Molly Davis                             | Beatrice Miller                      |
| Bonnie Anderson                         | Emily Hahn                           |
| Julia Anderson                          | Lori Alan                            |
| Dolly                                   | Bonnie Hunt                          |
| Buttercup/Poni                          | Jeff Garlin                          |
| Sr. Espinas/Sr. Púas                    | Timothy Dalton                       |
| Trixie                                  | Kristen Schaal                       |
| Risas/Sonrisitas                        | Bud Luckey                           |
| Risas/Sonrisitas                        | Bob Peterson (joven)                 |
| Peas-in-a-Pod                           | Charlie Bright (Peatey)              |
| Peas-in-a-Pod                           | Amber Kroner (Peatrice)              |
| Peas-in-a-Pod                           | Brianna Maiwand (Peanelope)          |
| Stretch/Pulpi                           | Whoopi Goldberg                      |
| Chunk/Chatarra                          | Jack Angel                           |
| Chatter/Teléfono parlante               | Teddy Newton                         |
| Comelibros/Gusano                       | Richard Kind                         |
| Sargento                                | R. Lee Ermey                         |
| Soldado de plástico                     | Jess Harnell                         |
| Sparks/Chispas                          | Jan Rabson                           |
| Sr. Tony, el conserje                   | Bob Peterson                         |
| Twitch/Mantis Man                       | John Cygan                           |
| Sid Philips                             | Erik von Detten                      |
| Jack                                    | Lee Unkrich                          |
| Rana de peluche del camión de la basura | Jack Willis                          |
| El Mono                                 | Frank Welker/Lee Unkrich             |

## Producción
De acuerdo con los términos del acuerdo revisado de Pixar con Disney, todos los personajes creados por Pixar para sus películas eran propiedad de Disney. Además, Disney se reserva el derecho de hacer secuelas de cualquier película de Pixar, aunque Pixar reserva el derecho de primera opción para trabajar en estas secuelas. Pero en el 2004, cuando las negociaciones contenciosas entre las dos empresas hicieron una división poco probable, el presidente de Disney en aquel momento, Michael Eisner, pone en marcha los planes para producir Toy Story 3 en un nuevo estudio de Disney, Circle 7 Animation. Tim Allen, la voz de Buzz Lightyear, indicó que no estaba dispuesto a regresar si Pixar no se encontraba a bordo.
Jim Herzfeld escribió un guion para la primera versión de la película. Se centró en los otros juguetes al enviar a Buzz a Taiwán (donde fue fábricado) por un mal funcionamiento. Pero se enteran de que la compañía ha hecho una retirada masiva. Ante el temor de la descontinuación de Buzz, el grupo de juguetes de Andy (Woody, Rex, Slinky, Mr. y Mrs. Potto Head, Hamm, Jessie y Bullseye) irían a rescatar a Buzz.
En enero de 2006, Disney compró Pixar en un acuerdo que ponía a Pixar y sus jefes Edwin Catmull y John Lasseter a cargo de todas las animaciones de Disney. Poco después, Circle 7 Animation fue cerrada y su versión de Toy Story 3 dejada de lado. El diseño de personajes fue a los archivos de Disney. Al mes siguiente, el CEO de Disney, Robert Iger, confirmó que Disney estaba en el proceso de transferir la producción a Pixar. John Lasseter, Andrew Stanton, Pete Docter y Lee Unkrich visitaron la casa donde por primera vez se lanzó Toy Story y se les ocurrió la historia de la película durante un fin de semana. Stanton escribió entonces un script. El 8 de febrero de 2007, Catmull anunció que el codirector de Toy Story 2, Lee Unkrich, sería el único director de la película en lugar de John Lasseter mientras que Michael Arndt sería el guionista. La fecha de lanzamiento fue trasladada a 2010. Unkrich dijo que sentía la presión de evitar la creación del «primer fiasco» de Pixar, ya que a partir de 2007 todas las películas de Pixar habían sido un éxito comercial y crítico.
Se intentaron reutilizar los modelos informáticos usados previamente en la franquicia, pero con el avance tecnológico se decidió recrearlos desde cero ya que no se podían modificar. Para la creación de la guardería Sunnyside, el equipo de Pixar visitó la prisión de Alcatraz, ubicada en la Bahía de San Francisco, con el objetivo de darle un ambiente parecido. También se visitaron basureros para la escena de los juguetes en la banda de reciclaje y que fuera más veraz. Para la creación de los personajes, nuevamente se inspiraron en juguetes que ya existían. Por ejemplo, Lotso fue uno de los personajes más desafiantes para animar debido a que se tenía que crear la compresión propia de un osito de felpa al caminar. La producción comenzó en 2007.
Las más de 100 computadoras que Pixar tiene en sus dos edificios en California trabajaron literalmente 24 horas diarias durante tres años para sacar a flote la tercera parte de Toy Story.
Dolby Laboratories anunció que Toy Story 3 sería la primera película que contará con salas de audio envolvente 7.1. Por lo tanto, incluso la versión Blu-ray tiene la característica original de audio 7.1, a diferencia de otras películas que fueron remezcladas en 7.1 para el formato Blu-ray.

### Banda sonora
La banda sonora le fue confiada nuevamente al compositor Randy Newman, que creó 15 piezas para la música incidental y la canción We Belong Together. Newman ha trabajado con Pixar desde Toy Story en 1995, continuando con otros proyectos como Bichos, (1998) Toy Story 2 (1999), Monsters, Inc. (2001) y Cars (2006) al momento del estreno de esta película. Cabe señalar que la versión original de la canción You've Got a Friend in Me suena durante una secuencia en la cinta, no fue publicada en los CD ni en versión digital de la banda sonora para este filme. Sin embargo, la letra de la versión española de la canción, titulada «Hay un amigo en mí», fue arreglada en estilo flamenco por el grupo francés Gipsy Kings y se utiliza en las escenas de los créditos finales.

| Toy Story 3: Soundtrack |                                                                         |                                |          |  |
| N.º                     | Título                                                                  | Escritor(es)                   | Duración |  |
| 1.                      | « We Belong Together»                                                   | Randy Newman                   | 4:02     |  |
| 2.                      | « Hay un amigo en mí» (para Buzz español, interpretada por Gipsy Kings) | Nicolás Reyes, Tonino Baliardo | 2:14     |  |
| 3.                      | «Cowboy!»                                                               | Randy Newman                   | 4:10     |  |
| 4.                      | «Garbage?»                                                              | Randy Newman                   | 2:40     |  |
| 5.                      | «Sunnyside»                                                             | Randy Newman                   | 2:20     |  |
| 6.                      | «Woody Bails»                                                           | Randy Newman                   | 4:40     |  |
| 7.                      | «Come to Papa»                                                          | Randy Newman                   | 2:05     |  |
| 8.                      | «Go See Lotso»                                                          | Randy Newman                   | 3:36     |  |
| 9.                      | «Bad Buzz»                                                              | Randy Newman                   | 2:22     |  |
| 10.                     | «You Got Lucky»                                                         | Randy Newman                   | 5:58     |  |
| 11.                     | «Spanish Buzz»                                                          | Randy Newman                   | 3:31     |  |
| 12.                     | «What About Daisy?»                                                     | Randy Newman                   | 2:07     |  |
| 13.                     | «To The Dump»                                                           | Randy Newman                   | 3:50     |  |
| 14.                     | «The Claw»                                                              | Randy Newman                   | 3:56     |  |
| 15.                     | «Going Home»                                                            | Randy Newman                   | 3:22     |  |
| 16.                     | «So Long»                                                               | Randy Newman                   | 4:55     |  |
| 17.                     | «Zu-Zu» (Tema de Ken)                                                   | Randy Newman                   | 0:35     |  |
| Duración Total 00:56    |                                                                         |                                |          |  |

## Crítica
Toy Story 3 ha recibido aclamación de la crítica universal. El sitio web de la agrupación de reseñas Rotten Tomatoes informó que el 98% de los críticos le han dado a la película una crítica positiva basada en 305 comentarios, con una puntuación media de 8.9/10. El consenso de la crítica es: «Una hábil mezcla de comedia, aventura y una emoción honesta, Toy Story 3 es una segunda rara secuela que realmente funciona». Entre el Top Cream of the Crop de Rotten Tomatoes, que consiste de las críticas más populares y notables de los principales periódicos, sitios web, televisión, y programas de radio, la película mantiene un índice de aprobación general de 100% basado en 37 comentarios. Otro sitio web de reseñas, Metacritic, le asignó una calificación valorada por el promedio de 100 comentarios de críticos mainstream, calculada una puntuación resultante de 92 basado en 39 comentarios.

### Crítica anglosajona
AO Scott del The New York Times dice: «Esta película, este conjunto de tres partes, la épica de 15 años de las aventuras de un montón de basura tonta de plástico resulta ser también una larga meditación, de la melancolía de la pérdida, la impermanencia y de la noble, algo terca, y necia cosa llamada amor». Owen Gleiberman del Entertainment Weekly dio a la película una A, diciendo: «Incluso con la barra en alto, Toy Story 3 me ha encantado y me conmovió tan profundamente que quedé pasmado de que una comedia animada digital sobre juguetes de plástico pueda tener este efecto». Gleiberman también escribió en la siguiente edición que, junto con muchos otros hombres adultos, lloró al final de la película. Michael Rechtshaffen de The Hollywood Reporter también dio a la película una crítica positiva, diciendo: «Woody, Buzz y sus compañeros de juego hacen un perfectamente enganchable, emocionante y satisfactorio regreso». Mark Kermode de la BBC dio a la película, y a la serie, una crítica favorable, indicando que Toy Story es ahora «la mejor trilogía de una película de todos los tiempos». El crítico de cine Roger Ebert, del Chicago Sun-Times, mientras premiaba a la película con 3 de 4 estrellas, escribió que es «una alegre comedia bufona, careciendo de la humanidad casi sobrenatural que infundieron las sagas anteriores de Toy Story, animada con acción y chistes que con los personajes y las emociones». Escribiendo su opinión para el USA Today, Claudia Puig dio a la película un total de 4 estrellas completas comentando «En esta entrega, la mejor de las tres, es todo lo que una película debe ser: hilarante, conmovedora, emocionante e inteligente». Lou Lumenick, crítico de cine del The New York Post, escribió: «Toy Story 3 (que es sin sentido mostrada en 3-D. en la mayoría de las localidades) puede no ser una obra maestra, pero todavía me hizo llorar al final». Michael Phillips le dio a la película 3/4 estrellas comentando que «En comparación con las riquezas de todo tipo en las últimas obras maestras de Pixar como Ratatouille, WALL·E y más, Toy Story 3 se ve y se muestra como un producto excepcionalmente ingenioso y confiable, a diferencia de la mágica mezcla de comercio y el arte popular». Roger Moore , el crítico de cine del Orlando Sentinel, quien dio a la película 3 1/2 de 4 estrellas escribió «deslumbrante, atemorizante y sentimental, Toy Story 3 es la oscura y emocional conclusión a la serie de películas que hicieron famosa a Pixar».

### Crítica en español
La película fue aclamada universalmente de igual manera por los críticos en español. Olga de la Fuente, de la revista Letras Libres escribió: «Toy Story 3 es una película completa en todos los sentidos. Los artistas detrás de ella están de acuerdo en que no se trata de presumirle al mundo lo bien que dibujan, o lo diestros que son para usar los programas de animación...». Están de acuerdo en que se trata de contar una historia honesta cuyos elementos se complementen...». Por otro lado, Virginia Montes, del portal SensaCine le puso la máxima calificación del portal que es cinco estrellas y declaró que «'Toy Story 3' tiene todos los elementos que hicieron grande el original y va más allá, casi hasta el infinito, como diría el personaje de Buzz Lightyear: Es una aventura constante, libre y con un sentido del ritmo de una precisión milimétrica, se ve enriquecida por matices inesperados que la dotan de una dimensión diferente en cada una de las esquinas y recovecos por la que transitan...». El crítico de cine del diario El País declaró que «El frenético arranque de Toy story 3 es deudor de la última cruzada de Indiana Jones. Pero también hay comedia loca. Y terror (ese oso paternal que huele a fresa, ese bebé monstruoso), aventura, piedad, humor, tensión. También puede humedecerte los ojos. Ninguna vergüenza por ello. No falta ni sobra nada en esta obra maestra...»

## Premios
Disney hizo campaña publicitaria para que la película se hiciera con la nominación al Óscar a la mejor película, con lo cual es la tercera película de animación nominada para esta categoría detrás de La Bella y la Bestia y Up.
Premios Óscar
| Año  | Categoría                                   | Director                  | Resultado |
| ---- | ------------------------------------------- | ------------------------- | --------- |
| 2010 | Mejor película                              | Darla K. Anderson         | Nominada  |
| 2010 | Mejor canción original «We Belong Together» | Randy Newman              | Ganador   |
| 2010 | Mejor película animada                      | Lee Unkrich               | Ganador   |
| 2010 | Mejor edición de sonido                     | Tom Myers Michael Silvers | Nominada  |
| 2010 | Mejor guion adaptado                        | Michael Arndt             | Nominada  |

Premios Globo de Oro
| Año  | Categoría              | Resultado |
| ---- | ---------------------- | --------- |
| 2010 | Mejor película animada | Ganadora  |

Premios BAFTA
| Año  | Categoría              | Director    | Resultado |
| ---- | ---------------------- | ----------- | --------- |
| 2011 | Mejor película animada | Lee Unkrich | Ganador   |

National Board of Review
| Año  | Categoría              | Nominado    | Resultado |
| ---- | ---------------------- | ----------- | --------- |
| 2010 | Mejor Película Animada | Lee Unkrich | Ganador   |
| 2010 | Top 10 de las mejores  | Toy Story 3 | Ganador   |

Medallas del Círculo de Escritores Cinematográficos
| Año  | Categoría                 | Resultado |
| ---- | ------------------------- | --------- |
| 2010 | Mejor película extranjera | Ganadora  |

Premios Annie
| Año  | Categoría                               | Nominado      | Resultado |
| ---- | --------------------------------------- | ------------- | --------- |
| 2011 | Mejor Película Animada                  | Lee Unkrich   | Nominado  |
| 2011 | Mejor dirección en una película animada | Lee Unkrich   | Nominado  |
| 2011 | Mejor guion en una película animada     | Michael Arndt | Nominado  |

Premios Grammy
| Año  | Categoría          | Nominado     | Resultado |
| ---- | ------------------ | ------------ | --------- |
| 2011 | Mejor banda sonora | Randy Newman | Ganador   |